# Sand Land
Sand Land (サンド ランド Sando Rando?) es una serie de manga de Akira Toriyama, publicada en la revista Shōnen Jump entre la edición 23 y la edición 36/37 del año 2000 y compilada en un único volumen. El tomo fue publicado en España por Planeta DeAgostini en noviembre de 2001 y en México por Grupo Editorial Vid en mayo de 2008.
Toriyama empezó la historia queriendo hacer un manga corto sobre un hombre y un tanque, para su propio entretenimiento. Dada la dificultad de dibujar el tanque se sintió frustrado y estuvo a punto de desistir, pero ya que la historia estaba pensada decidió continuar. El autor ya había escrito anteriormente otra historia corta, sobre un desierto sin lluvia, llamada PINK, compilada en el Taller de teatro de Akira Toriyama.
Una adaptación a película de animación CGI producida por Sunrise fue estrenada el 18 de agosto de 2023 en los cines de Japón.
Una adaptación a serie de anime ONA fue transmitida por Disney+ entre marzo y mayo de 2024, con 13 episodios.

## Argumento
En un mundo devastado por la sequía, el rey cobra exorbitantes cantidades por el agua embotellada. Rao, un alguacil, decide viajar al sur en busca del «lago fantasma» después de haber visto un ave conocida por alimentarse de peces pequeños. Para ayudarse contra los peligros de este viaje, se arma de valor y decide pedir ayuda a los monstruos que habitan esa región. Se le unen en este viaje Beelzebub y Thief. Durante el trayecto se enfrentan contra el ejército del rey y otros enemigos, a la vez que descubren la verdad sobre el pasado de Rao y la sequía.

## Personajes

### Personajes principales
- Rao (ラオ?) es el alguacil de 61 años de una villa llamada Apato, quien comienza a creer en la leyenda del «lago fantasma» luego de haber visto un ave migrando muy conocida por vivir de peces pequeños. Decide ir al sur en busca del lago, pero antes de ello pide ayuda a los monstruos que viven cerca de su villa. En realidad, es el general Shiba, quien luego de la explosión de la máquina de los Picchi cambió su identidad.
- Beelzebub (ベルゼブブ Beruzebubu?) es el príncipe de los demonios. Decide acompañar a Rao en la búsqueda de agua a cambio de un PlayStation 6 con el juego Dragon Quest XIII.
- Thief (シーフ Shīfu?, ladrón en inglés) es un monstruo que acompaña a Beelzebub. Fue escogido entre todos los monstruos por su sabiduría y su habilidad para robar, las cuales son útiles durante el viaje.

### Monstruos
Los monstruos son una raza de criaturas variadas que disfrutan molestando a los humanos, quienes los consideran malvados y crueles. Aunque disfrutan jugando bromas pesadas a los humanos y no tienen problema con robar o mentir, son incapaces de asesinar.
- Satán (サタン Satan?) es el rey de los monstruos y padre de Beelzebub. Es un enorme demonio con un gran parecido a Dabra, personaje de Dragon Ball, aunque con cuernos más grandes.
- Kamaitachi es uno de los monstruos que ayudan a Beelzebub a robar agua. Utiliza una hoz, es muy rápido y, por ser un monstruo de origen japonés, es inmune al agua bendita.
- Gremlin e uno de los monstruos que ayudan a Beelzebub a robar agua. Puede atravesar el capó de un auto con sus puños.
- Slime es un monstruo que muere evaporado, luego de haberse quedado dormido bajo el sol. Es una referencia a los monstruos de Dragon Quest, diseñados por el mismo Toriyama.
- Fantasma y Gárgola son dos monstruos voladores. Thief propuso que era mejor que uno de ellos acompañara a Beelzebub ya que pueden volar, pero el príncipe prefirió llevar a Thief.

### Ejército del Rey
- Capitán General Zeu (ゼウ大将軍 Zeu Daishogun?) es el líder del ejército del rey. Para no dejar su puesto se ha convertido en un cíborg, y es quien está detrás del plan de hacer una presa en el río y vender el agua embotellada.
- General Shiba (シバ将軍 Shiba Shogun?) fue el héroe que lideró el regimiento de tanques en el ejército del rey. Se cree que murió en la explosión ocasionada por el ataque a los Picchi treinta años antes de la historia, donde fue destruido todo su regimiento y el pueblo cercano donde vivía el general Shiba con su esposa Sexy Terrier.
- General Are (アレ将軍 Are Shogun?) es un general del ejército del rey que se enfrenta a Rao. Es hijo de Apo, uno de los oficiales del general Shiba. Ayuda a destruir la presa una vez enterado de la verdad sobre lo ocurrido treinta años atrás.
- Doctor Pose (ドクター・ポセ Dokutā Pose?) es el científico que creó al Hombre insecto.
- Rey (国王 Kokuō?) es el gobernante del reino donde se desarrolla la historia. Aunque es adulto, se comporta como un niño y es fácilmente manipulado por Zeu.

### Swimmers
Los Swimmers (スイマーズ Suimāzu?, nadadores en inglés) son un grupo de famosos villanos. Todos visten trajes de baño aunque el único que ha nadado alguna vez es el padre. Al principio intentan obtener la recompensa que hay por Rao, pero luego de haber sido vencidos fácilmente por Beelzebub ayudan a destruir la presa.
- Papa (パパ?) es un macho padre de Pike, Shark y Guppy. Formaba parte de la rebelión que fue detenida por el general Shiba en el pasado.
- Pike (パイク Paiku?, Lucio en inglés) tiene el oído y la visión muy superior a un humano normal, además de poder hacer dibujos casi fotográficos.
- Shark (シャーク Shāku?, Tiburón en inglés) tiene una gran velocidad, pudiendo llegar a correr a 180 km/h.
- Guppy (グッピー Guppī?, Guppy), conocido como el Hombre tanque, utiliza una enrome arma para atacar, similar a la utilizada por un tanque.

### Picchi
Los Picchi (ピッチ人 Picchijin?) son una raza de humanoides pequeños, pacíficos y amigables. Cuando comenzó la sequía intentaron construir una máquina para hacer agua, pero fueron engañados por el rey, quien prometió enviarles una gran cantidad de Aquanium y, en su lugar, envió una brigada de tanques que causaron una gran explosión con el Aquanium. Los sobrevivientes se escondieron en el lago fantasma hasta que fueron encontrados por Beelzebub. Rao prometió chantajear al rey para que les mande un camión con ropa y comida.

### Hombre insecto
El Hombre insecto (蟲人間 Mushi ningen?) es una criatura creada por órdenes del capitán general Zeu, para eliminar a los demonios. Zeu lo envía a pelear contra Beelzebub, pero cuando el demonio lo está venciendo lo hace explotar con una bomba que tenía instalada en su interior.

## Episodios
El 20 de marzo de 2024 se emitieron los 7 primeros episodios a la vez, siendo estos toda la adaptación del manga. El resto de episodios se fueron emitiendo a razón de uno por semana y constituyen una secuela de la trama del manga.
| # | Título                                              |
| - | --------------------------------------------------- |
| 1 | «Partida» «Shuppatsu» (出発)                        |
| 2 | «Grupo de ladrones» «Dōzokudan» (盗賊団)            |
| 3 | «Tanque» «Sensha» (戦車)                            |
| 4 | «Tanque volador» «Hikō no Tanku» (飛行タンク)       |
| 5 | «La verdad oscura» «Yami no Shinzō» (闇の真相)      |
| 6 | «El amuleto de Rao» «Rao no Omamori» (ラオのお守り) |
| 7 | «Batalla de tanques» «Sensha Sen» (戦車戦)          |

| #  | Título                                                                                           |
| -- | ------------------------------------------------------------------------------------------------ |
| 8  | «El General Shiba y el general Are» «Shiba Shōgun to Are Shōgun» (シバ将軍とアレ将軍)            |
| 9  | «Lo que se encuentra en la tormenta de arena» «Sunarashi no Mitsuketa mono» (砂嵐のみつけたもの) |
| 10 | «El lago fantasma» «Maboroshi no Izumi» (幻の泉)                                                 |
| 11 | «El secreto de la naciente» «Suigen no himitsu» (水源の秘密)                                     |
| 12 | «Beelzebub el demonio» «Akuma no Beruzebubu» (悪魔のベルゼブブ)                                  |
| 13 | «El lugar de la batalla decisiva» «Kessen no Yukue» (決戦の行方)                                 |
| 14 | «Río» «Kawa» (川)                                                                                |

## Contenido de la obra

### Película anime
El 8 de diciembre de 2022, Bandai Namco abrió un sitio web para "Sand Land Project" y subió un vídeo teaser con el arte de Toriyama en el manga. El sitio web presentó una cuenta regresiva que finalizó el 17 de diciembre. En esa fecha, se anunció que recibiría una adaptación al anime CGI coproducida por Sunrise, Kamikaze Douga y Anima. La película está dirigida por Toshihisa Yokoshima, con Hiroshi Kōjina como asesor de dirección, Hayashi Mori escribiendo el guion, Yoshikazu Iwanami dirigiendo el sonido y Yugo Kanno componiendo la música. Imase interpreta el tema principal de la película, «Utopia». La película Sand Land tuvo su estreno mundial en la Convención Internacional de Cómics de San Diego el 22 de julio de 2023 en San Diego, California. Fue estrenado en los cines japoneses el 18 de agosto de 2023 por Toho, y se estrenará en Norteamérica en 2024.

### Serie anime
El 14 de noviembre de 2023 se anunció una serie original de animación de internet (ONA). El elenco y el personal de la película retoman sus papeles. La serie fue licenciada a nivel mundial por Disney Platform Distribution, y se estrenó en el servicio Disney+ el 20 de marzo de 2024.
La serie incluye nuevas escenas que no aparecieron en la película, escenas famosas del manga original y una nueva historia escrita por Toriyama que continúa después de la película. Sin embargo, Toriyama murió antes del estreno del anime.
El 10 de junio de 2024, la serie tuvo un doblaje en español latino, el cual fue estrenado por Star+.

### Videojuego
Un videojuego de rol de acción desarrollado por ILCA y publicado por Bandai Namco Entertainment, titulado Sand Land fue lanzado para PlayStation 4, PlayStation 5, Windows y Xbox Series X/S en abril de 2024. Tras su lanzamiento, recibió críticas mixtas.